# 71. mechanizovaný prapor
71. mechanizovaný prapor „Sibiřský“ je vševojskový mechanizovaný útvar 7. mechanizované brigády armády České republiky se sídlem v Hranicích.
Působí jako základní taktický prvek zpravidla v její sestavě, může však fungovat i samostatně. Přitom může být nasazen jako celek nebo mohou jeho jednotlivé bojové prvky působit jako posilové prostředky dalších útvarů brigády nebo brigádního úkolového uskupení.
Vyznačuje se vysokým stupněm pohotovosti, značnou pohyblivostí a palebnou silou. S tím souvisí i jeho organizační struktura. Prapor se skládá z velitelství, tří mechanizovaných rot vyzbrojených bojovými vozidly pěchoty BVP-2, minometné baterie vyzbrojené 120mm minomety vz. 82, velitelské roty, roty logistiky a obvaziště. Díky tomu může kromě bojové činnosti plnit i úkoly nebojového charakteru, jako například posílení ochrany státních hranic, střežení důležitých objektů a pomoc při živelných katastrofách.

## Historie

### 2. československý jízdní pluk „Sibiřský“
71. mechanizovaný prapor převzal tradice 2. československého jezdeckého pluku, po kterém nese jeho čestný název „Sibiřský“. Tento pluk vznikl 4. října 1918 v ruském Jekatěrinburgu z příkazu generála Syrového a místem jeho formování a výcviku se stalo město Ťumeň. Během dvouleté „ruské anabáze“ se zúčastnil mnoha bojů podél Transsibiřské magistrály. Cílem československého vojska na Rusi (legionářů) bylo vybojování samostatnosti Čechů a Slováků od rakousko-uherské nadvlády. Legionáři převzali kontrolu nad celou Transsibiřskou magistrálou od východu až na západ. Dobyli všechna velká sibiřská města, včetně Jekatěrinburgu. 2. československý jízdní pluk „Sibiřský“ odplul z přístavu Vladivostok do vlasti 24. května 1920 a 3. července připlul do Terstu. Hranice republiky překročil 9. července 1920 a téhož dne dorazil do svého posádkového města Olomouce. 2. československý jezdecký pluk „Sibiřský“ byl v rámci vytváření jednotné armády v roce 1920 spojen s 12. dragounským plukem. Vznikl tak Jezdecký pluk číslo 2 „Sibiřský“ (k 1. lednu 1936 byl přejmenován na Dragounský pluk 2).
V rámci všeobecné mobilizace v září 1938 se z pluku 24. září stalo Mobilizační těleso 302. Tak skončilo fungování pluku, který se hlásil k odkazu 2. jízdního pluku „Sibiřského“, neboť jeho činnost nebyla po 2. světové válce obnovena.

### 71. mechanizovaný prapor
71. mechanizovaný prapor 7. mechanizované brigády vznikl 1. října 1994. Stalo se tak při reorganizaci ozbrojených sil Armády České republiky, kdy došlo k přeměně kroměřížské 3. mechanizované divize na 7. mechanizovanou brigádu. Tehdy byl ze 4. mechanizovaného pluku vytvořen 71. mechanizovaný prapor, který do roku 1997 působil v posádce Hodonín, poté byl v důsledku další reorganizace ozbrojených sil přemístěn do Hranic. Proto jsou na bojovém praporu vyobrazeny znaky měst Hranice i Hodonín. Prezident republiky Václav Klaus propůjčil 28. října 2008 při příležitosti 90. výročí vzniku samostatného československého státu útvaru čestný název „SIBIŘSKÝ“.
Kromě zahraničních misí ve všech destinacích, kde Armáda České republiky působila, se příslušníci 71. mechanizovaného praporu „Sibiřského“ zúčastnili řady mezinárodních cvičení (např. na Slovensku, v Polsku, Německu, USA, Rakousku, Norsku a v dalších zemích).
Od ledna 2019 do prosince 2021 je 71. mechanizovaný prapor zařazen do sil rychlé reakce NATO (NRF – NATO Response Force) a od roku 2020 též do sil velmi rychlé reakce NATO (VJTF – Very High Readiness Joint Task Force), jež jsou rovněž nazývány „Spearhead Force‘‘ neboli „hrotové síly“ a jsou schopny ve velmi krátké době reagovat na hrozby pro členské země Aliance. 71. mechanizovaný prapor je v těchto letech součástí mezinárodní brigády sestavené na bázi polské 21. brigády Střelců Podhalaňských, kam je zařazen společně s prapory Španělska, Polska a Velké Británie.
Síly VJTF se skládají z brigády o velikosti asi 5000 mužů, která je podporována letectvem, námořnictvem a speciálními jednotkami. Jejich úkolem je zajistit v případě potřeby vysoce profesionální a rychlou reakci. Tyto jednotky zvládají široké spektrum úkolů, jako jsou poskytnutí okamžité reakce pro zabezpečení kolektivní obrany členů Aliance podle článku V či zajištění operací krizového řízení. Mohou být okamžitě nasazeny k zajištění podmínek pro nasazení dalších jednotek, k podpoře mírových operací, případně k účinnému zajištění pomoci při různých katastrofách nebo k ochraně důležitých infrastruktur.

## Aktivní zálohy
Aktivní zálohy 71. mechanizovaného praporu Hranice jsou organickou součástí mechanizovaného bojového útvaru Armády České republiky, která je složená z vojáků v aktivní záloze. Vojáci v aktivní záloze jsou civilisté, kteří dobrovolně převzali brannou povinnost. Tito lidé se pravidelně účastní vojenských cvičení v rozsahu několika týdnů každý rok a jsou připravováni na okamžité posílení profesionální armády v případě potřeby státu. Příslušníci Aktivní zálohy 71. mpr jsou cvičeni ve všech činnostech, které vykonávají vojáci z povolání u útvaru, aby byli schopni útvar v případě nutnosti doplnit. Tyto činnosti vycházejí z určení 71. mechanizovaného praporu.

## Výzbroj a technika
- útočná puška CZ 806 BREN A1/A2 ráže 5,56 x 45 mm
- pistole CZ 75 Phantom ráže 9 mm
- lehký kulomet FN MINIMI ráže 7,62 x 51 mm
- bojové vozidlo pěchoty BVP-2
- 120mm minomet vz. 82 s vozidlem Tatra 815-7 8x8 PRAM
- vozidla Tatra Titus[5]
- nákladní terénní automobil Tatra 810, Tatra 815-7
- osobní terénní automobil Toyota Hilux

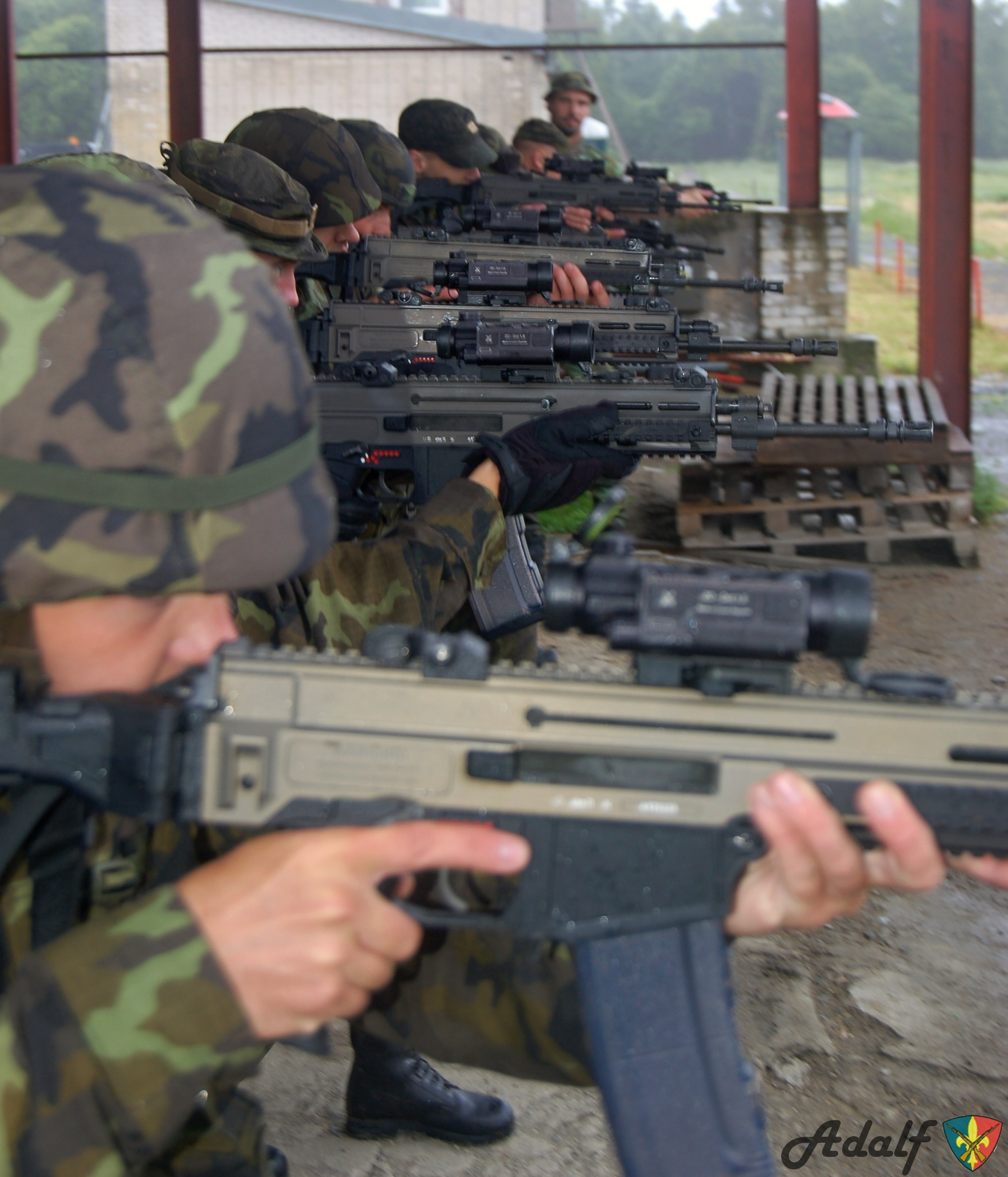
CZ 805 BREN A1
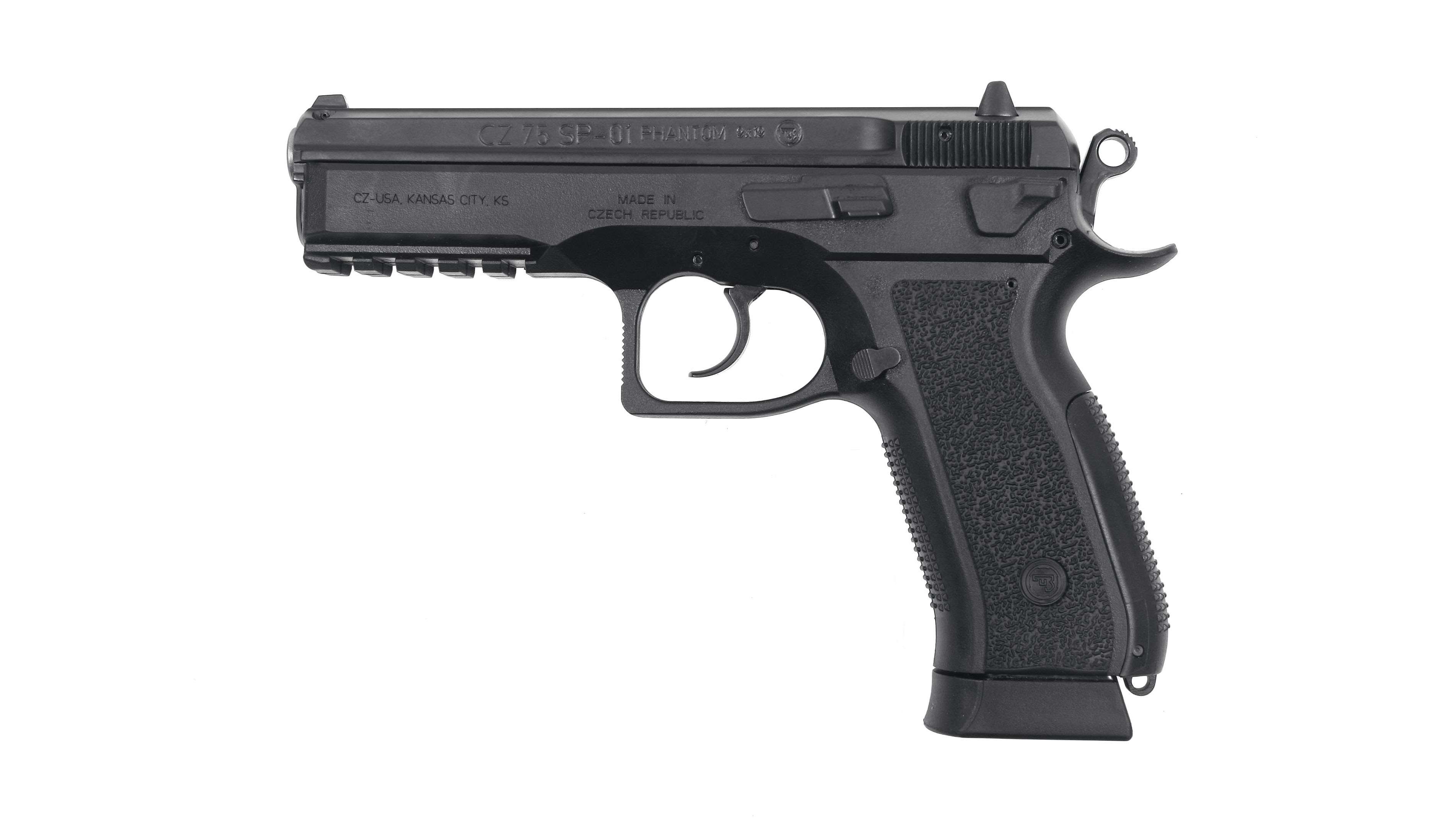
CZ 75 Phantom
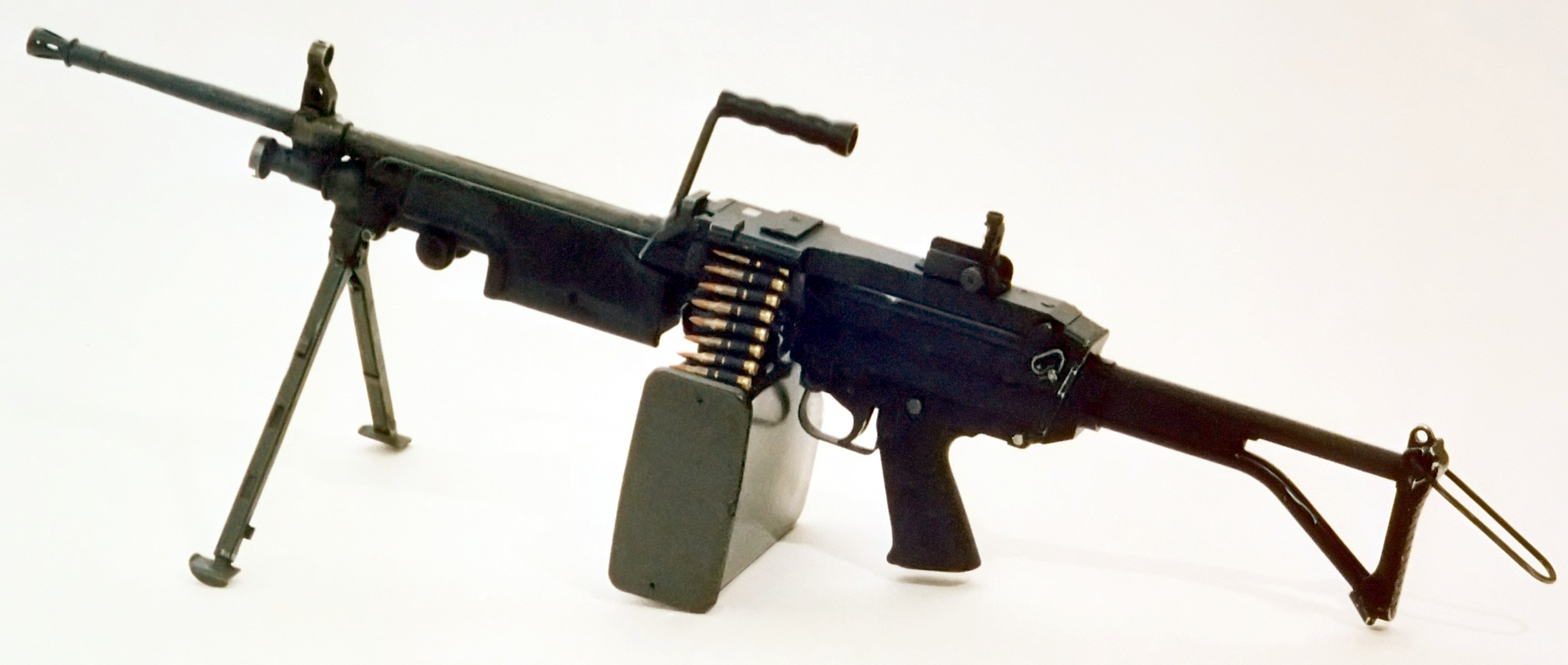
FN MINIMI
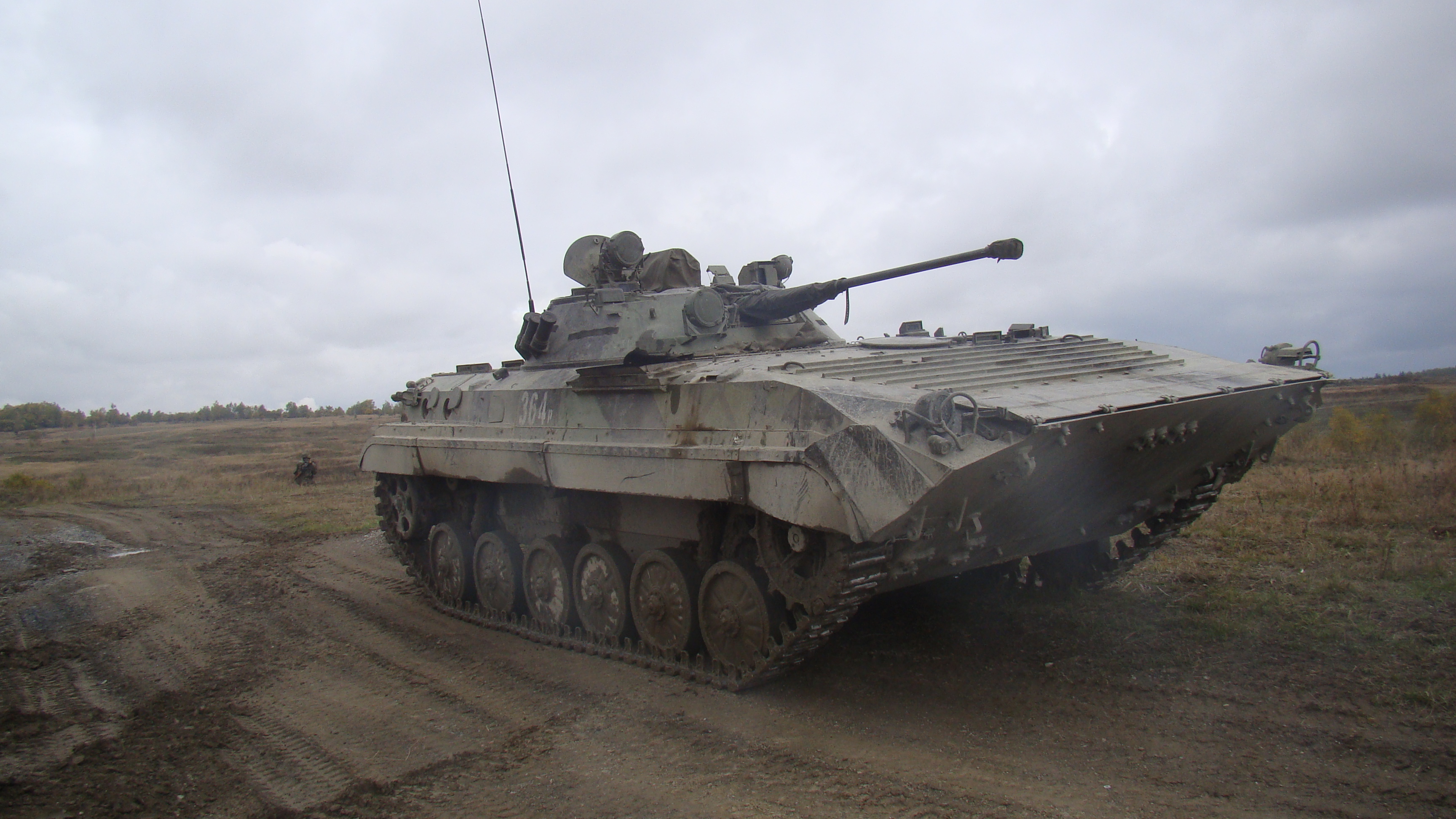
BVP-2
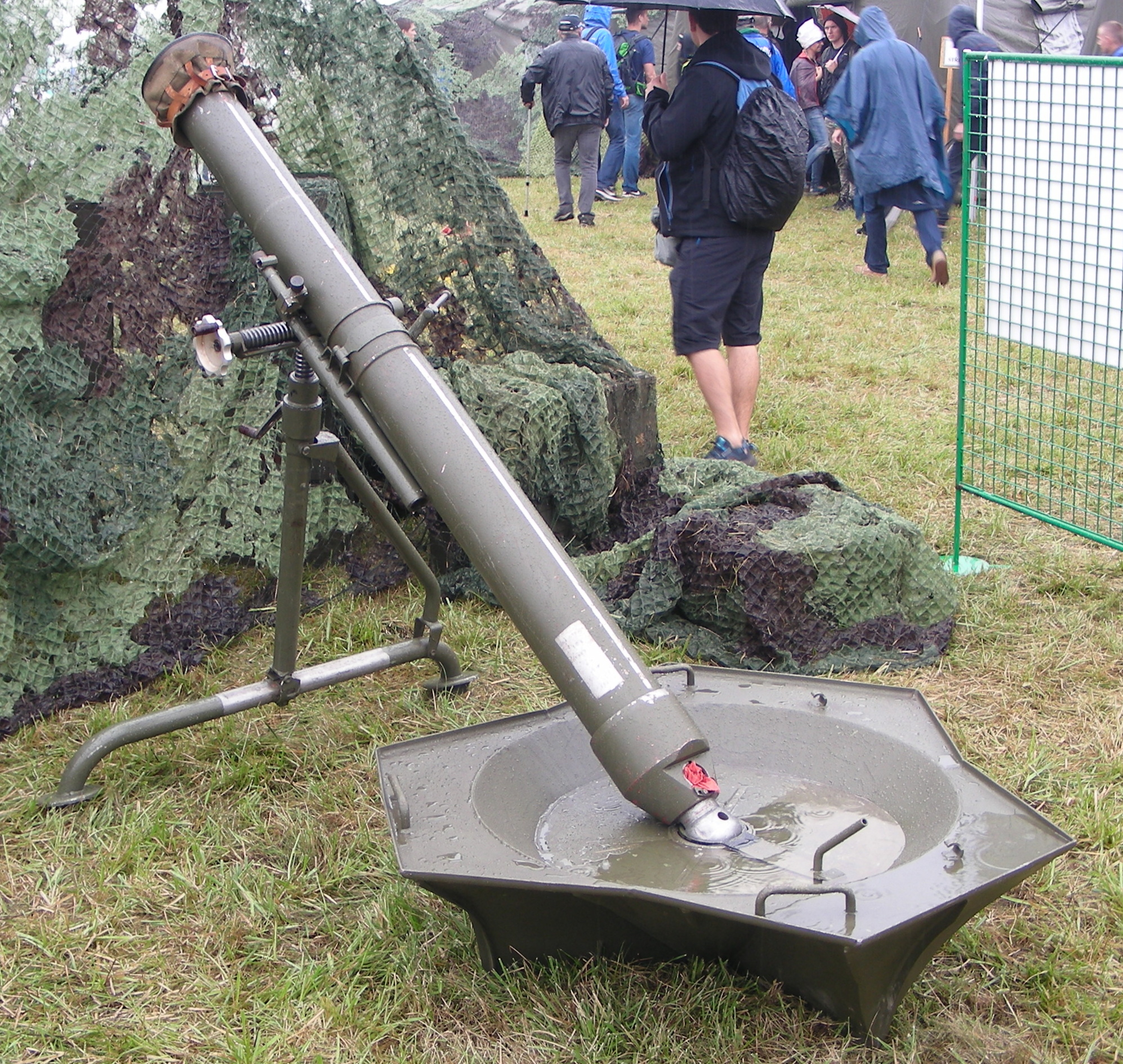
Minomet vz. 82
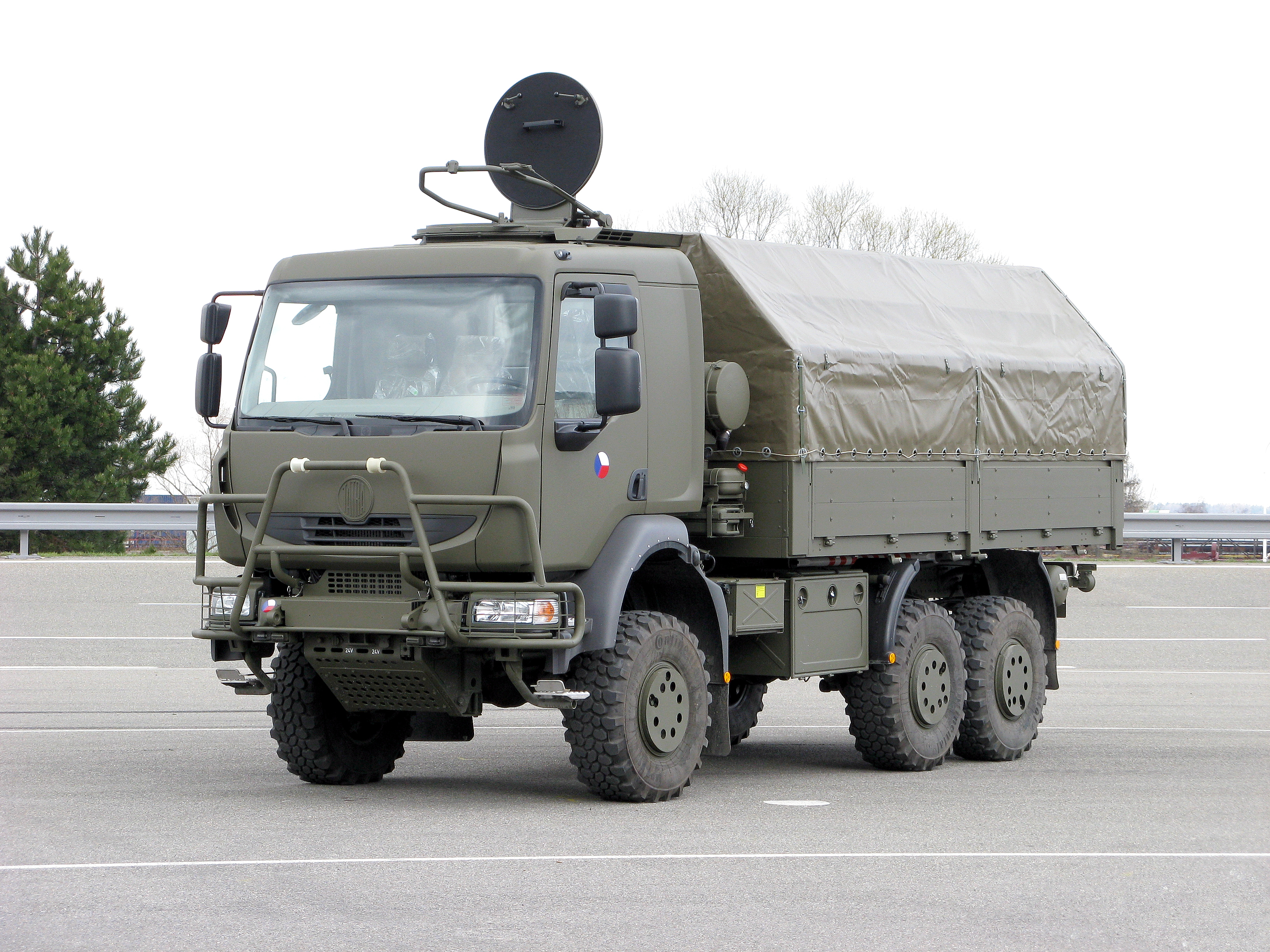
Tatra 810
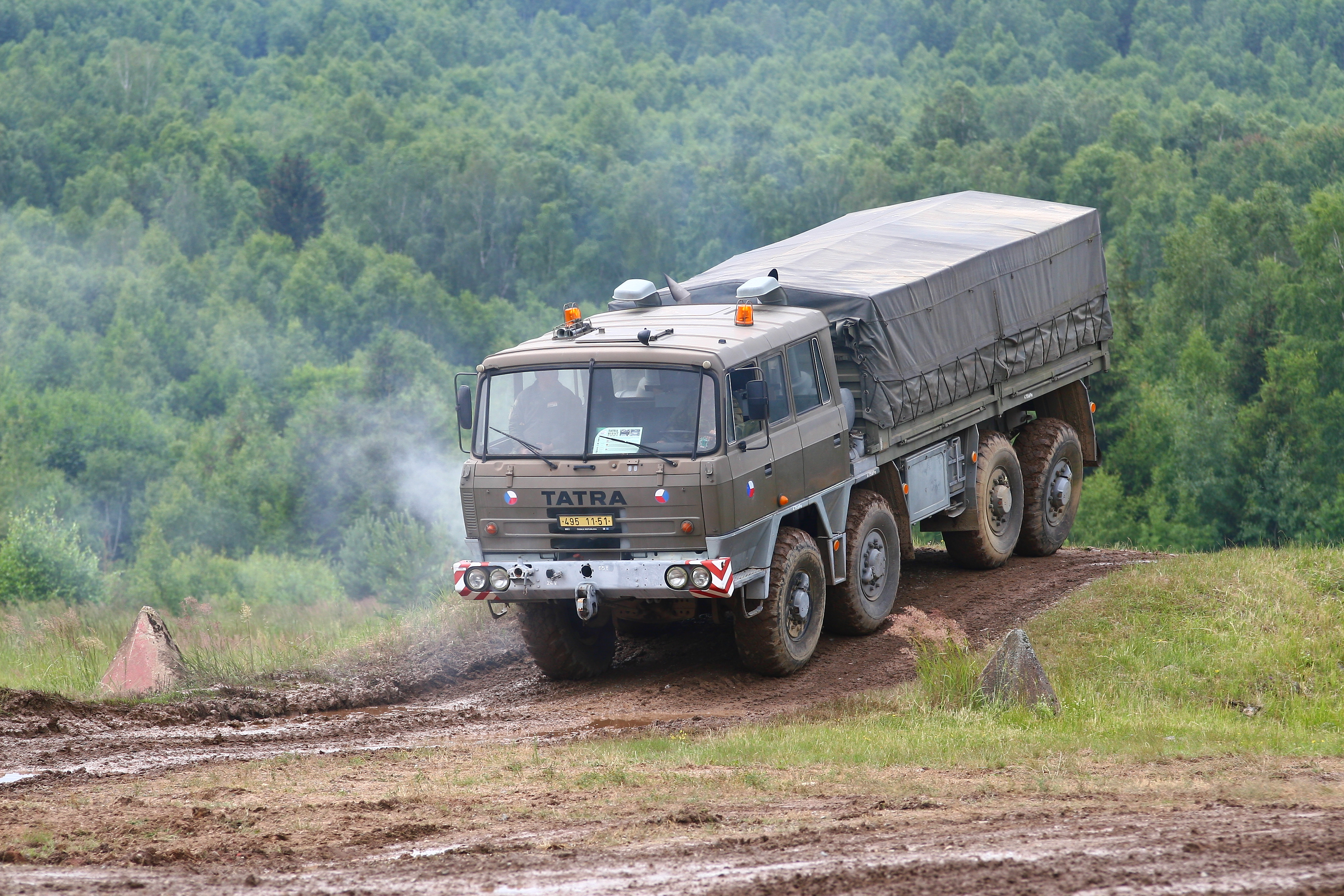
Tatra 815
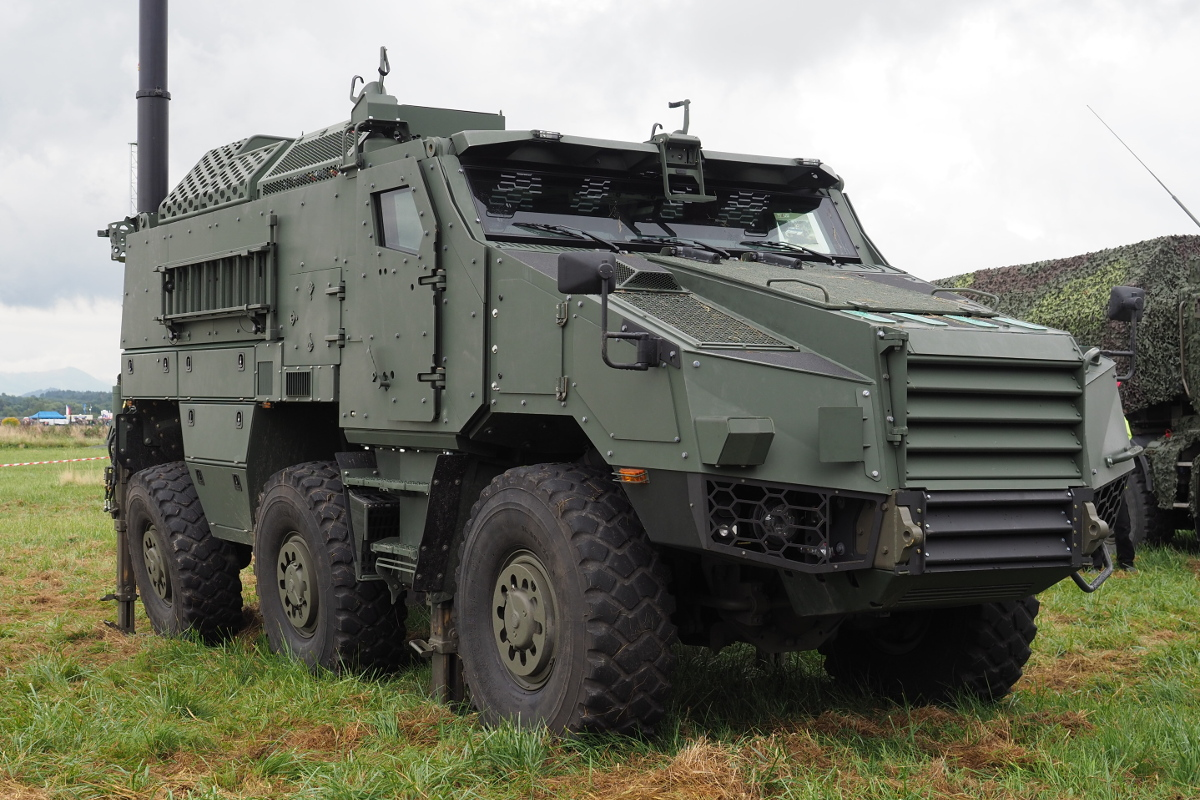
Tatra Titus